# دیو فورنی
دیو فورنی (انگلیسی: Dave Forney؛ زادهٔ ۶ مارس ۱۹۴۰) دانشمند رایانه و مهندس برق اهل ایالات متحده آمریکا است. وی همچنین برندهٔ جوایزی همچون جایزه مارکونی، مدال ادیسون انجمن مهندسان برق و الکترونیک و مدال افتخار آی‌تریپل‌ئی شده است.